# Danuta Hübner
Danuta Maria Hübner (Nisko, 8 aprile 1948) è un'economista e politica polacca.

## Biografia
Docente alla Warsaw School of Economics, è stata membro dal 1970 al 1987 del Partito polacco dei lavoratori, vicino al regime comunista.
Nel 1994 è diventata sottosegretario all'Industria.
Nel 2003 è diventata ministro per gli Affari Europei.
Nel 2004, anno in cui la Polonia aderisce all'Unione europea, diviene commissario europeo per il Commercio, affiancando il francese Pascal Lamy all'interno della Commissione Prodi. In seguito, entra nella Commissione Barroso come Commissario alle politiche regionali, incarico che ricopre fino al 2009.
È membro del Gruppo Spinelli per il rilancio dell'integrazione europea.